# Nagore Gabellanes
Nagore Gabellanes Marieta (San Sebastián, 25 de enero de 1973) es una exjugadora española de hockey sobre hierba, que ganó la Medalla de Oro en los Juegos Olímpicos de Barcelona 1992.
Nagore comenzó a jugar al hockey en el equipo de su colegio, el Sto.Tomas Lizeoa de San Sebastián. Desde muy joven se destacó como una gran jugadora En 1990, cuando contaba todavía 17 años de edad y siendo jugadora del equipo juvenil de su colegio, ya participó con la selección española absoluta en el Campeonato Mundial de Hockey sobre Hierba Femenino. En Sídney la selección española obtuvo un histórico quinto puesto. Con 19 años de edad fue seleccionada para tomar parte en los JJ. OO. de Barcelona, donde se proclamó sorpresivamente campeona olímpica. Cuatro años más tarde tomó parte en los Juegos Olímpicos de Atlanta 1996, en los que la selección española fue octava y última clasificada del torneo olímpico.
En 1991 fichó por el principal equipo de su ciudad natal, la sección de hockey sobre hierba femenino de la Real Sociedad de Fútbol, club con el que permanecería jugando al máximo nivel hasta el año 2000.  Con la Real ganó durante esos años 5 títulos de Liga y 1 de Copa. Años más tarde seguiría jugando al hockey en las filas de un club más modesto, el Kale Lagunak, lejos de la élite de este deporte.